# Gefahrstofflager

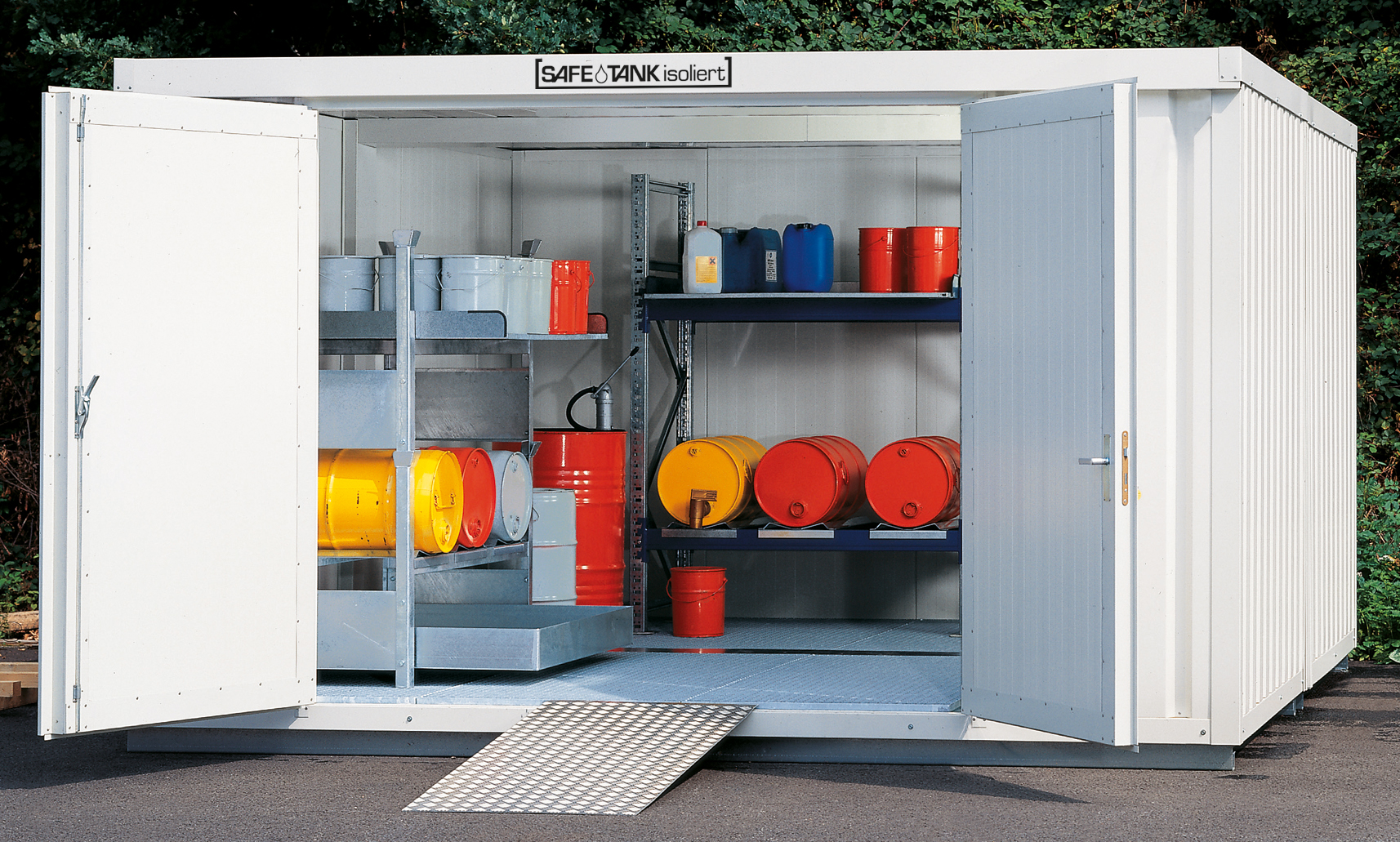
Gefahrstofflager

Ein Gefahrstofflager ist ein Lager, in dem nach der Gefahrstoffverordnung (GefStoffV) als Gefahrstoffe einzustufende Materialien gelagert werden. Ein Gefahrstofflager entsteht also aus der Tatsache, dass Gefahrstoffe dort lagern, und nicht etwa erst durch den Ausbau eines Ortes derart, dass er sich zur Lagerung von Gefahrstoffen eignet. Als Lagern gilt auch bereits die Bereitstellung zur späteren Beförderung, sofern die Beförderung nicht innerhalb von 24 Stunden oder am folgenden Werktag nach der Bereitstellung erfolgt.

## Vorkommen
Als Gefahrstoffe gelten Stoffe oder Mischungen, die eine oder mehrere der folgenden Eigenschaften haben: explosionsgefährlich, entzündlich, giftig, gesundheitsschädlich, ätzend, reizend, sensibilisierend, krebserregend, fortpflanzungsgefährdend, erbgutverändernd, umweltgefährdend. Gefahrstoffe kommen damit in faktisch allen Arbeitsbereichen vor, in verarbeitenden Betrieben in allen möglichen Verwendungen als Einsatzmittel, Roh-, Hilfs- und Betriebsstoffe, im Handel beispielsweise als Farben, Lacke, Pflanzenschutzmittel, Spraydosen, technische Gase, Reinigungsmittel etc. Aber auch in Kliniken, Hochschulen, Haushalten etc. finden sich Gefahrstoffe.
Relevant für die Klassifizierung und Einstufung der gelagerten Gefahrstoffe sind die so genannten Lagerklassen.
Soweit bestimmte Mengen überschritten werden, kann das Lagern von Gefahrstoffen nach Bundes-Immissionsschutzgesetz (BimSchG) genehmigungs- oder nach Betriebssicherheitsverordnung (BetrSichV) erlaubnisbedürftig sein, was immer in Verbindung mit besonderen Auflagen für das Gefahrstofflager und dessen Betrieb verbunden ist.

## Lageranforderungen
- Das Lager sollte dementsprechend beleuchtet sein, jedoch ohne die Güter zu erwärmen.
- Eine Belüftung sollte vorhanden sein, dabei sind die Grenzwerte zu beachten.
- Das Personal muss die notwendige Ausbildung besitzen oder das notwendige Wissen durch Fort- und Weiterbildung erlernen.
- Ein allgemein bekannter Fluchtweg sollte im Lager sichtbar kenntlich gemacht werden, um im Notfall zum richtigen Sammelplatz zu gelangen. Dafür sind an den entsprechenden Türen sowie Fluren und Gängen die vorgesehenen beleuchteten Notausgangs- und Richtungsweiser anzubringen.
- Im Allgemeinen sind die Hygienevorschriften einzuhalten, sofern nicht betriebsintern andere Weisungen gelten. Hierfür ist Arbeitskleidung von Privatkleidung zu trennen, um Kontaminationen auszuschließen. Es sind notwendige Waschgelegenheiten mit Desinfektionsspender, gegebenenfalls auch Körperduschen für Mitarbeiter zur Verfügung zu stellen.
- Die technischen Anlagen und Maschinen, Lagerhilfsmittel, Entsorgungs- und Belüftungseinrichtungen, Augenspülstationen, Erste-Hilfe-Koffer usw. sind regelmäßig zu prüfen und zu warten.

Es gilt bei bestimmten Gütern auf Euro-Paletten den Stapelfaktor zu beachten, um einen sicheren Stand der Gefahrgüter zu gewährleisten.

## Lagerorganisation
Gefahrstoffe sind in erster Linie in geschlossenen Gebinden oder Behältnissen übersichtlich und ordnungsgemäß zu lagern. Das Gefahrstofflager ist stets in einem ordentlichen Zustand zu halten. Das notwendige Fachpersonal ist auf die Gefahren und Risiken laut Betriebsanweisung hinzuweisen.

## Allgemeine Schutzmaßnahmen
Gefahrstoffe sind nicht in unmittelbarer Nähe von Arzneimitteln, Lebensmitteln, Kosmetika, Genussmittel oder Futter zu lagern. Eine grundsätzliche Lagerung von Gefahrstoffen in Treppenräumen, Fluren, Flucht- und Rettungswegen, Sanitätsräumen, Sanitärräumen, Heizzentralen, Pausen- und Bereitschaftsräumen sowie Tagesunterkünften ist nicht erlaubt.
Die Verpackungen und Behältnisse sollten geeignet sein, eine Verwechslung mit Lebensmittelverpackungen auszuschließen. Die Kennzeichnung hierfür unterliegt der TRGS201, die die allgemeinen Hinweise der Tätigkeiten mit Gefahrstoffen und die Einstufung und Kennzeichnung bei Tätigkeiten mit Gefahrstoffen regelt. Eine Bewertung oder Einstufung zu beschaffender Stoffe ist aus den Sicherheitsdatenblättern des Lieferanten ersichtlich, die dazu verpflichtet sind, bei Übergabe der Gefahrstoffe dieses Datenblatt auszuhändigen.

## Qualifizierung eines Lagers

### Allgemein
Qualifizierungen sollen allgemein die Dokumentationen und den rückverfolgbaren Nachweis eines funktionierenden Systems bestätigen. Alle Abweichungen der Ergebnisse sind schriftlich zu notieren und umgehend zu beheben, damit das System frei gegeben werden kann. Für den GXP-regulierten Bereich, der für Lager und Transporter gilt, sowie für die GDP-Leitlinie, Ausrüstung und Verfahren, gilt eine Qualifizierung oder Validierung. Diese ist immer bei Anwendungen, entscheidenden Veränderungen oder Wartungen zu erledigen.

### Designqualifizierung (DQ)
Zielsetzungen von Lager und Transporter 
Das Lastenheft und das Pflichtenheft sollen miteinander verglichen werden. Der potenzielle Lieferant des Lagers oder der Transporter soll anhand der Anforderungen aus dem Lastenheft mit Bezug auf Design, GSP-/GDP kontrolliert werden, damit die Dokumentation und Umsetzung stimmt. Die Designqualifizierung sollte bereits vor einer Neueinführung erfolgen. Außerdem muss ein dokumentierter Nachweis über das Design, GSP-/GDP sowie klimatische und geologische Bedingungen für Lagerung und Transport erfüllt und berücksichtigt werden.

### Installationsqualifizierung (IQ)
Ein Nachweis, dass das Lager und der Transporter mit den eingesetzten Systemen und Betriebsmitteln in Übereinstimmung der DQ genehmigten Spezifikationen ausgestattet und installiert ist.
| IQ-Prüfpunkt                  | Kriterium | Zutreffend für        |
| ----------------------------- | --- | --------------------- |
| Installationen und Anschlüsse | Im Lagerraum/Laderaum sollen Lüftung, Verdampfer, Kälteanlagen usw. mit Steuerung und Regelung komplett und nach technischer Dokumentation installiert werden. Leistungsdaten entsprechen den Spezifikationen. | Lager und Transporter |
| Türen/Tore                    | Korrekte, ausgerichtete Installation von Türen/Toren ohne sichtbare Beschädigungen; ein dichtes Schließen mit vollständiger Anbringung sowie ein Zutrittsschutz bzw. Schließverrichtung muss installiert sein. | Lager und Transporter |
| kritische Messstellen         | Die qualitätsrelevanten Messstellen sind kalibriert, deutlich gekennzeichnet, Kalibrierstatus ersichtlich und im Kalibrierprogramm aufgenommen. Die Kalibrierung deckt den anzuwendenden Messbereich ab. Ein Nachweis gültiger Kalibrierzertifikat liegt vor und eine Kalibrierung wurde von einer Referenz z. B. durch die Deutsche Akkreditierungsstelle durchgeführt. | Lager und Transporter |
| Laderaum                      | Der Laderaum sollte sauber, schädlingsfrei und leicht zu reinigen (totraumfrei) sein. Eine Rutschgefahr für das Personal muss ausgeschlossen werden. Ladeflächen sind klar und deutlich auf dem Boden zu kennzeichnen. Hierbei zeigen die Ladegrenzen die max. Ladungshöhe, damit die Luftzirkulation im beladenen Zustand störungsfrei bleibt. | Transporter           |
| Lagerraum                     | Genauso wie beim Laderaum sollte ein Lager sauber, leicht zu reinigen und totraumfrei sein, also keine Ecken und Kanten haben, an denen sich Schmutz oder Flüssigkeit ansammeln kann. Vorkehrungen zur Schädlingsbekämpfung wurden bereits getroffen. Lagerflächen und Lagergrenzen sind ebenso wie beim Laderaum am Boden deutlich gekennzeichnet, um auch die Luftzirkulation nicht zu beeinträchtigen. Die Isolierung entspricht der Spezifikation, d. h. Wände, Dach und Fenster sind dicht und Fenster gegebenenfalls mit Schlössern versehen. Ein Quarantänebereich muss für Rückrufe, Reklamationen und auffällige Produkte eingerichtet sein. | Lager                 |
| Personal                      | Das Personal besitzt die dafür vorgesehene Schutzkleidung und ist im Umgang mit Arzneimitteln in den verschiedenen Prozessen geschult. | Lager und Transporter |
| Dokumente                     | Die geforderte Dokumentation muss auf Vollständigkeit, Aktualität und Richtigkeit laut Risikoanalyse geprüft und nach eindeutiger Identifikation aufgelistet werden. | Lager und Transporter |
| Ladebereiche/Schnittstellen   | Be- und Entladebereiche müssen frei von Schmutz und Schädlingen sein und vor der Witterung geschützt werden. Die Grenzwerte temperaturempfindlicher Versandstücke sind beim Be- und Entladen ebenso sicherzustellen. | Lager                 |

### Funktionsqualifizierung (OQ)
Zielsetzungen des Lagers 
Die vorgegebenen Temperaturbereiche und Feuchtebereiche sollten auf ihre Funktion auch unabhängig von der Beladung überprüft werden. Die OQ wird ohne Beladung durchgeführt, d. h. Durchführung eines leeren Lagers. Temperaturverteilungsmessungen werden bei unterschiedlichen Sollwerten und Umgebungstemperaturbedingungen durchgeführt, z. B. während des Sommer- und Winterbetriebs. Für die kontrollierte und stabile Umgebung z. B. von Kühlzellen und Kühlschränken entfällt der letztgenannte Lagerbereich. Bei einem unbeladenen Lager braucht es ein Tor-/Türöffnungstest und ein Stromausfalltest. Große Lager sind in Wirklichkeit weder im Sommer und Winter bei leerem Zustand zu messen, mit Verweis auf die Messungen von PQ.
 Zielsetzungen des Transporters 
Gleiches wie beim Lager gilt auch für den Transporter bezüglich der Temperatur- und Feuchtbereiche. OQ wird ohne Ladung durchgeführt, d. h. der Transporter ist leer. Hier sind Temperaturverteilungsmessungen bei unterschiedlichen Sollwerten zu unternehmen. Davon sollten Studien über die ganzjährlichen Schwankungen mit berücksichtigt werden. Der unbeladene Transporter sollte einem Türöffnungstest und einem Stromausfalltest unterzogen werden.

### Leistungsqualifizierung (PQ)
Zielsetzungen des Lagers 
Das Lager wird auf Effektivität und Reproduzierbarkeit geprüft. Man vollzieht eine Leistungsfähigkeit des Lagers über einen längeren Zeitraum hinweg, damit auch die realitätsnahen Schwankungen oder Worst-Case-Szenarien mit inbegriffen sind. Temperatur- und Feuchteverteilungsmessungen werden im voll beladenen Zustand bei sommerlichen und winterlichen Umgebungstemperaturen getestet. Daraus sollten mit Stresstests, wie z. B. dem Stromausfalltest, sein Verhalten sowie die Zeit bis zur Grenzwertverletzung bestimmt werden. Es gibt zwei Besonderheiten, die zu beachten sind:
- Es ist auch möglich, halb volle Beladungen des Lagers zu testen, wenn z. B. nicht alle Messungen der OQ (also leerer Zustand) vollzogen werden.
- Bei neuen großvolumigen Lagern mit voller Ladung sind solche Messungen nicht mehr zu realisieren. Es ist daher sinnvoller, eine Verteilungsmessung durchzuführen, wenn sich das Beladungsvolumen im Lager ersichtlich erhöht.

 Zielsetzungen des Transporters 
Ebenso wird auch der Transporter auf Effektivität und Reproduzierbarkeit geprüft. Dabei wird die Leistungsfähigkeit unter realen Bedingungen und über lange Transportstrecken getestet, genauso wie die plötzlich auftretenden Schwankungen und Worst-Case-Szenarien. Temperatur- und Feuchteverteilungsmessungen werden wie oben im Lager in voll geladenem Zustand und bei sommerlichen und winterlichen Temperaturen vollzogen. Bei der aufgezeichneten Temperatur sollte auch die Produkttemperatur mit inbegriffen sein. Der gleiche Prozess wie im Lager sollte mit Stresstests, wie z. B. dem Stromausfalltest, sein Verhalten sowie die Zeit bis zur Grenzwertverletzung auch im Transporter bestimmt werden. Es handelt sich hierbei um eine große Anzahl von Transportstrecken mit unterschiedlichen Szenarien, Einflussfaktoren, Transportdauern und Umgebungsbedingungen, diese sollten als Worst-Case-Szenarien risikobasiert nach dem Bracketing-Ansatz ausgewählt werden.

## Lagerklassen (LGK)
- LGK 1 Explosive Stoffe
- LGK 2 A Gase (ohne Aerosole und Feuerzeuge)
- LGK 2 B Aerosole und Feuerzeuge
- LGK 3 entzündbare Flüssigkeiten
- LGK 4.1 A sonstige explosionsgefährliche Stoffe
- LGK 4.1 B entzündbare feste Stoffe
- LGK 4.2 Pyrophore oder selbsterhitzungsfähige Stoffe
- LGK 4.3 Stoffe, die in Berührung mit Wasser entzündbare Gase entwickeln
- LGK 5.1 A stark oxidierende Stoffe
- LGK 5.1 B oxidierende Stoffe
- LGK 5.1 C Ammoniumnitrat und ammoniumnitrathaltige Zubereitungen
- LGK 5.2 organische Peroxide und selbstzersetzliche Stoffe
- LGK 6.1 A entzündbare, akut toxische Kat. 1 und 2/sehr giftige Stoffe
- LGK 6.1 B nicht entzündbare, akut toxische Kat. 1 und 2/sehr giftige Stoffe
- LGK 6.1 C entzündbare, akut toxische Kat. 3/giftige oder chronisch wirkende Stoffe
- LGK 6.1 D nicht entzündbare, akut toxische Kat. 3/giftige oder chronisch wirkende Stoffe
- LGK 6.2 ansteckungsgefährliche Stoffe
- LGK 7 radioaktive Stoffe
- LGK 8 A entzündbare ätzende Stoffe
- LGK 8 B nicht entzündbare ätzende Stoffe
- LGK 9 (derzeit nicht besetzt)
- LGK 10 entzündbare Flüssigkeiten, die keiner der vorgenannten Klassen zuzuordnen sind
- LGK 11 entzündbare Feststoffe, die keiner der vorgenannten Klassen zuzuordnen sind
- LGK 12 nicht entzündbare Flüssigkeiten, die keiner der vorgenannten Klassen zuzuordnen sind
- LGK 13 nicht entzündbare Feststoffe, die keiner der vorgenannten Klassen zuzuordnen sind[4]

## Überblick Lager/Gefahrstofflager
Hier wird veranschaulicht, wann ein Lager, und wann ein Gefahrstofflager benötigt wird.
| Stoffeigenschaft             | Einstufung der CLP-Verordnung          | Lager ab                | Gefahrstofflager ab |
| ---------------------------- | -------------------------------------- | ----------------------- | ------------------- |
| Ohne aufgeführte Eigenschaft |                                        | 1.000 kg                | > 200 kg            |
| Akut toxisch                 | H300, H301, H310, H311, H330 oder H331 | 50 kg                   | > 200 kg            |
| CMR und speziell toxisch     | H340, H350, H350i, H360, H370, H372    | 50 kg                   | > 200 kg            |
| Extrem und leicht entzündbar | H224, H225                             | 20 kg, davon 10 kg H224 | jeweils > 200 kg    |
| Entzündbare Flüssigkeiten    | H226                                   | 100 kg                  | > 1.000 kg          |
| Oxidierend                   | H271 H272                              | 1 kg 50 kg              | > 5 kg > 200 kg     |

| Stoffeigenschaft                       | Einstufung der CLP-Verordnung | Lager ab            | Spezialregelung  |
| -------------------------------------- | ----------------------------- | ------------------- | ---------------- |
| Gase in Druckbehälter                  | H280, H281                    | 2,5 l               | > 2,5 l          |
| Gase entzündbar, oxidierend            | H220, H221, H270              | 2,5 l               | > 200 kg > 2,5 l |
| Aerosolpackungen/ Druckgaskartuschen   | H220, H221 H222, H223         | 20 kg 20 kg         | > 20 kg > 200 kg |
| Brennbare Flüssigkeiten Lagerklasse 10 |                               | 1.000 kg            | > 1.000 kg       |
| Brennbare Feststoffe Lagerklasse 11    |                               | Eigenverantwortlich |                  |

### Kleinmengenregelung
Die Kleinmengenregelung sagt aus, ab welchen Mengen ein Lager notwendig ist.
- extrem und leicht entzündbare Flüssigkeiten ab 10 kg
- extrem und entzündbare Flüssigkeiten ab 20 kg
- entzündbare Flüssigkeiten mit Flammpunkt < 55 °C ab 100 kg
- brennbare Flüssigkeiten mit einem Flammpunkt von 55 °C – 370 °C ab 1.000 kg
- Gase in Druckgasbehältern ab 2,5 l
- Gase in Druckgaskartuschen ab 20 kg
- Aerosolpackungen ab einer Nettomasse von 20 kg
- akut toxisch Kat. 1, 2, 3 oder STOT Kat. 1 oder cmr Kat. 1 A oder 1 B ab 50 kg
- oxidierende Stoffe Kat. 1, Verpackungsgruppe I ab 1 kg
- oxidierende Stoffe Kat. 2 oder 3 ab 50 kg
- pyrophore Stoffe (H250) ab 200 kg
- Stoffe, die mit Wasser entzündbare Gase freisetzen (H260, H261) ab 200 kg
- sonstige Gefahrstoffe ab 1.000 kg
- Gesamtlagermenge von Gefahrstoffen ab 1.500 kg

### Definition Zusammenlagerung
Eine Zusammenlagerung bedarf einer Lagerung im gleichen Lagerabschnitt nur, wenn keine zusätzliche Gefährdung dadurch besteht. Bei einer Getrenntlagerung lagert man ebenfalls im gleichen Lagerabschnitt, jedoch werden die Gefahrstoffe durch nicht brennbare Barrieren, d. h. durch brandsichere Materialien, getrennt. Die Separatlagerung erfolgt in unterschiedlichen Lagerabschnitten. Abweichungen der Zusammenlagerungsregeln sind unter einer Lagermenge von 400 kg und maximal einer Lagerklasse von 200 kg zulässig.

## Auslegung von Gefahrstofflagern
Gefahrstofflager kann es in jeder typischen Bauform für Lager geben, wobei je nach Menge bereits ein Gefahrstoffschrank oder Gefahrstoffcontainer in Frage kommt. Beim so genannten „Giftschrank“ in einem Gartencenter handelt es sich also bereits um ein Gefahrstofflager. Das Besondere sind jeweils die Schutzkonzepte, die sich aus den Forderungen einschlägiger Gesetze, Verordnungen, Technischer Regeln oder Unfallverhütungsvorschriften ergeben. Aus Sicht des Umwelt- und Arbeitsschutzes sind besonders relevant:
- sicherer Stoffeinschluss,
- genügend Platz für Ein- und Auslagerungen,
- Beachtung der maximalen Flächenbelegungen,
- absturzsichere Lagerungen,
- Bodenschutz durch Auffangwannen und Löschwasserrückhaltesysteme,
- Vermeidung betrieblicher Zündquellen,
- minimale Brandlasten,
- Überwachungseinrichtungen,
- getrennte Lagerung von Stoffen, die im Brandfall unterschiedliche Löschmittel verlangen oder die beim Zusammenwirken zusätzlich gefährlich werden (Zusammenlagerungsregeln),
- feuerbeständige Raumabtrennungen sowie
- Beaufsichtigung von Fremd- und Instandhaltungspersonal.

Grundsätzlich ist auf Möglichkeiten der sicheren Ein- und Auslagerung zu achten und auf Arbeitsabläufe, die so einfach wie möglich sind. Im Rahmen eines allgemeinen Schutzkonzeptes sollten die gelagerten Gefahrstoffmengen so gering wie möglich sein, Register geführt werden, Datenblätter vorhanden sein, die Mitarbeiter eingewiesen und mit geeigneten Schutzeinrichtungen ausgestattet, die eingesetzten Arbeitsmittel spezifisch geeignet und die Sicherheitseinrichtungen überwacht sein.

## Explosivstofflager
Aufbau
- Explosivstoffe müssen so aufbewahrt werden, dass deren Temperatur von 75 °C nicht überschritten wird.
- Schutz vor elektrischer Energie
- Schutz vor Diebstahl und Entwendung von außen
- Schutz vor Wohnbereichen und Verkehrswegen (Einhaltung der Richtlinien für Schutz- und Sicherheitsabstände)[5]

### Lagergruppen im Explosivstofflager
Die Explosivstoffe werden in vier Lagergruppen eingeteilt. Aus der Lagergruppe ergeben sich Sicherheitsanforderungen insbesondere hinsichtlich der Schutz- und Sicherheitsabstände.
- Lagergruppe 1.1 Die Explosivstoffe dieser Gruppe können in der Masse explodieren. Die Umgebung ist durch Druckwirkung (Stoßwellen), durch Flammen und durch Spreng- und Wurfstücke gefährdet.
- Lagergruppe 1.2 Die Explosivstoffe dieser Gruppe explodieren nicht in der Masse. Im Verlauf des Brandes nimmt die Zahl der gleichzeitig explodierenden Gegenstände zu. Die Druckwirkung (Stoßwellen) der Explosionen ist auf die unmittelbare Umgebung beschränkt; an Bauwerken der Umgebung entstehen keine oder nur geringe Schäden.
- Lagergruppe 1.3 Die Explosivstoffe dieser Gruppe explodieren nicht in der Masse. Sie brennen sehr heftig und unter starker Wärmeentwicklung ab, der Brand breitet sich rasch aus. Die Umgebung ist hauptsächlich durch Flammen, Wärmestrahlung und Flugfeuer gefährdet.
- Lagergruppe 1.4 Die Explosivstoffe dieser Gruppe stellen keine bedeutsame Gefahr dar. Sie brennen ab. einzelne Gegenstände können auch explodieren. Die Auswirkungen sind weitgehend auf das Packstück beschränkt.[6]

## Lagerungen von Flüssigkeiten, Feststoffen und Gase

### Lagerung entzündbarer Flüssigkeiten
Anwendungsbereich
- entzündbare Flüssigkeiten mit H224, H225, H226
- Der Flammpunkt liegt bei ≤ 55 °C

Erlaubte Lagermenge
- 100.000 l pro Lagerraum, wenn es sich nur um ortsbewegliche Behälter handelt
- 150.000 l pro Lagerraum, wenn es sich nur um ortsfeste Tanks oder ortsbewegliche Behälter handelt
- Eine Überschreitung ist lediglich mit Sonderregelungen möglich

Anforderungen der Lagerräume
- Die Wände, Decken und Türen müssen aus nicht brennbaren Baustoffen sein
- Bodenabläufe sind verboten
- Der Fußboden sollte dicht und ebenfalls aus einem nicht brennbaren Material sein
- Ein Aufenthaltsraum darf ab einer Menge von 10.000 l nicht an den Lagerraum angrenzen
- Es sollten vor Kellern, Kanälen von Öffnungen, Abläufen und tiefer gelegenen Räumen jeweils eine Schutzvorrichtung angebracht sein[2]

### Lagerung toxischer Feststoffe und Flüssigkeiten
Anwendungsbereich:
- Akut toxische (H300, H301, H310, H311, H330)
- Eine Lagermenge von 200 kg

Aufbewahrung unter Verschluss
Die Lagerung solch stark toxischer Feststoffe und Flüssigkeiten ist nur in abschließbaren Gebäuden und abschließbaren Chemikalienschränken erlaubt. Bei Lagerung innerhalb eines umzäunten Betriebsgeländes muss eine Zugangskontrolle erfolgen. Akut toxische Gefahrstoffe der Kat. 1 – 3 sind unter Verschluss aufzubewahren und auch zu lagern, sodass lediglich das zuständige Fachpersonal oder unterwiesene Personen einen Zugang dazu erhalten.
Brandschutz
Es muss eine feuerbeständige Abtrennung der Lagerabschnitte vorhanden sein, wenn nicht ausschließlich nicht brennbare Stoffe eingelagert sind. Ab einer Gesamtmenge von 10 Tonnen müssen automatische Brandmeldeanlagen angebracht werden. Der Mindestabstand im Freien beträgt 10 m.

### Lagerung oxidierender Feststoffe und Flüssigkeiten
Anwendungsbereich
- Oxidierend Kat. 1, 2 und 3 (H271, H272)
- Klasse 5.1 nach Gefahrgutrecht
- Eine Lagermenge von 200 kg

Organisatorische Maßnahmen
Bei Lagerung oxidierender Feststoffen und Flüssigkeiten darf der Lagerhallenboden keine Bodenabläufe besitzen und muss undurchlässig sein. Ebenso muss darauf geachtet werden, keine Bindemittel aus brennbaren Materialien zu verwenden. Lagergeräte bzw. Lagerfahrzeuge mit Verbrennungsmotor dürfen nicht geparkt oder abgestellt werden.
Brandschutz
Eine feuerfeste Abtrennung der Lagerabschnitte wird benötigt. Der Mindestabstand im Freien beträgt hier 5 m.

### Lagerung von Gasen
Anwendungsbereich
- GHS-Piktogramm/CLP-Verordnung gekennzeichnet mit H220, H221, H270, H280, H281
- bei einer Lagerung von mehr als 5 l

Handhabung
- Die Gasflaschen müssen gesichert werden, um ein Umfallen zu vermeiden
- Gase dürfen nicht umgefüllt werden
- Gasflaschen sollten weder in Gruben, Kanälen oder Abflüsse ohne Flüssigkeitsverschluss noch an Kellerzugängen und Öffnungen zu Schornsteinen verstaut werden.[2]

### Lagerung von Aerosolen und Druckgaskartuschen
Anwendungsbereich
- GHS-Piktogramm/CLP-Verordnung gekennzeichnet mit H222, H223, bei einer Ladung von mehr als 20 kg
- nicht gekennzeichnete Aerosolpackungen von mehr als 200 kg, falls diese nicht in einer Gitterbox gelagert werden

Handhabung
- max. Temperatur von 50 °C darf nicht überschritten werden
- ab 500 m² ist ein spezielles Lager vonnöten
- Das max. Nettovolumen pro Lagerabschnitt von brennbaren Flüssigkeiten beträgt 100.000 l
- Lagerräume ab einer Fläche von 60 m² haben Sonderbestimmungen[2]

## Brandschutz

### Feste Brennstoffe
Bei einer Lagerung von mehr als 15.000 kg festen Brennstoffen pro Gebäude muss ein eigenständiger Brennstofflagerraum bestehen. Zu den baulichen Anforderungen oder Empfehlungen hält man sich beispielsweise an eine Lagerung von Holzpellets. Hierfür geben Brennstofflieferanten oder Firmen der Lagerbehälter nähere Informationen.

### Brennstofflagerung von Flüssiggas
Bei einer Lagerung von Flüssiggas in Behältern von mehr als 14 kg je Gebäude benötigt man einen zu kennzeichnenden Brennstofflagerraum. Ein Fassungsvermögen der Behältnisse ist auf maximal 6.500 Liter pro Brennstofflagerraum begrenzt und maximal 30.000 Liter je Gebäude. Die baulichen Anforderungen entsprechen der der Heizöllagerung. Außer Türen dürfen keine Öffnungen zu anderen Räumen bestehen, offene Schächte oder Kanäle sind ebenfalls verboten. Ein Zugang sollte lediglich von außen erfolgen und ebenso die Tür nach außen aufschlagen. Der Raum muss permanent gelüftet werden, z. B. durch Be- und Entlüftungsöffnungen von oben und unten. Die Größe der Öffnungen sollten mindestens 1/100 der Grundfläche betragen.

### Lagerung von Heizöl oder Dieselkraftstoff
Die Lagerung von Heizöl oder Dieselkraftstoff erfolgt auf der Grundlage der Feuerverordnung (FeuVO). Es können ohne eigenständigen Brennstofflagerraum im Aufstellraum der Feuerstätte bis zu 5.000 Liter gelagert werden. Hierfür muss es einen Schutz vor Wärmestrahlung von einem Abstand von mindestens 1 m zur Feuerstätte geben oder dieser muss durch die baulichen Maßnahmen gegeben sein. Die Feuerstätte steht außerhalb des erforderlichen Auffangraumes der Brennstofflagerung. Der Bodenablauf ist mit einem Abscheider oder Heizölsperre zu versehen.
Sicherheitsmaßnahmen
Die ober- oder unterirdischen Lagerung von Heizöl erfordert Sicherheitsmaßnahmen für den Gewässerschutz und für den Schutz des Gebäudes. Die Sicherheitsausrüstung der Lagerbehälter kann aus einer Überfüllsicherung (Grenzwertgeber), Doppelwandigkeit oder Leckanzeigegeräte (Kontroll- und Warngerät) bestehen. Die Lagerbehälter erfordern in Abhängigkeit von Material und Bauart entweder einen Auffangraum zu Rückhaltung von auslaufendem Heizöl oder bieten selbst ausreichenden Rückhalt und Sicherheit von auslaufendem Heizöl. Die Eignung muss durch eine Bauartzulassung nachgewiesen werden. Diese Zulassung regelt auch die erforderlichen Abstände zu den Umschließungsflächen für Montage und Kontrolle.

### Lagerung von Behältern im Freien
Die ortsfeste Lagerung in Behältern im Freien kann oberirdisch, teilweise im Erdreich versenkt und mit Erdüberdeckung ausgeführt werden. Einen weißen, reflektierenden Schutzanstrich sind an den Sichtflächen der Lagerbehälter vorhanden. Im Regelfall ist die oberirdische Lagerung in den gemieteten Behältern der Gaslieferfirma.

## Wichtige Gesetze, Richtlinien, Merkblätter
- AMG – Arzneimittelgesetz
- BtMG – Betäubungsmittelgesetz
- Feuerverordnung (FeuVO)
- Gefahrstoffverordnung (GefStoffV)
- GDP – Good Distribution Practice
- GxP – Good Storage Practice
- TRGS – Technische Regeln für Gefahrstoffe
- TRG – Technische Regeln für technische Gase (Druckgase)
- TRbF – Technische Regeln für brennbare Flüssigkeiten
- Betriebssicherheitsverordnung (BetrSichV)
- Unfallverhütungsvorschriften (UVV)
- Berufsgenossenschaftliche Regeln (BGR)
- Berufsgenossenschaftliche Vorschriften (BGV)
- Berufsgenossenschaftliche Informationen (BGI)
- Bundes-Immissionsschutzgesetz (BImSchG)